# Xyris cryptantha
Xyris cryptantha är en gräsväxtart som beskrevs av Bassett Maguire och Lyman Bradford Smith. Xyris cryptantha ingår i släktet Xyris och familjen Xyridaceae. Inga underarter finns listade i Catalogue of Life.